# William Lee Brent
William Lee Brent (Franklin, 1931 – l'Havana, 4 de novembre de 2006) va ser un militant de les Panteres Negres, conegut per segrestar un avió de passatgers i desviar-lo a Cuba el 1969, on va passar els últims 37 anys de la seva vida a l'exili.

## Biografia
Quan tenia 13 anys la seva família es va traslladar a Oakland. Als 17 anys es va allistar a l'exèrcit dels Estats Units d'Amèrica mitjançant un certificat de naixement fals. El 1955, va ser condemnat per robatori d'automòbils, fet pel qual va passar set anys a la Presó Estatal San Quentin.
El 1968, Brent i dos còmplices en una furgoneta retolada com a «Black Panther Black Community News Service» van robar una benzinera a San Francisco. La policia els va localitzar i va provocar un tiroteig on un dels agents, el tinent Dermott Creedon, va resultar ferit greu. Quan Brent va ser arrestat i identificat, Eldridge Cleaver el va expulsar de les Panteres Negres acusant-lo de «bandit».
Després de la seva detenció, Brent va ser posat en llibertat sota fiança i el 17 de juny de 1969 va pujar al vol 154 de Trans World Airlines des d'Oakland a la ciutat de Nova York. Brent va apuntar amb un revòlver del calibre 38 al cap del pilot i li va ordenar que volés a Cuba.
Brent va passar 22 mesos en una presó cubana, després es va llicenciar en Literatura Espanyola a la Universitat de l'Havana i va ensenyar anglès a diverses escoles de secundària. En una entrevista de 1996 a l'Associated Press, Brent va declarar que trobava a faltar els EUA i la comunitat afroamericana, però que no estava disposat a tornar per afrontar possiblement la presó perpètua per segrest aeri. Brent va morir d'una pneumònia el 4 de novembre de 2006, als 75 anys, mentre encara vivia a Cuba.